# Smodicinus coroniger
Smodicinus coroniger Simon, 1895 è un ragno appartenente alla famiglia Thomisidae.
È l'unica specie nota del genere Smodicinus.

## Distribuzione
L'unica specie oggi nota di questo genere è stata rinvenuta nell'Africa occidentale e meridionale.

## Tassonomia
Dal 1980 non sono stati esaminati altri esemplari, né sono state descritte sottospecie al 2014.